# Gwak Dong-han
Gwak Dong-han (kor. 곽동한 ;ur. 20 kwietnia 1992) – południowokoreański judoka. Dwukrotny olimpijczyk. Brązowy medalista z Rio de Janeiro 2016 i dziewiąty indywidualnie i drużynowo w Tokio 2020. Walczył w wadze średniej.
Złoty medalista mistrzostw świata w 2015 i brązowy w 2017. Triumfator igrzysk azjatyckich w 2018 i trzeci w 2014. Mistrz Azji w 2015; drugi w 2013 i trzeci w 2021. Wygrał uniwersjadę w 2013, 2015 i 2017 roku.

## Letnie Igrzyska Olimpijskie 2016
| Konkurencja | Rundy eliminacyjne     | Rundy eliminacyjne     | Rundy eliminacyjne         | Runda finałowa              | Runda finałowa       | Klas. końcowa |
| Konkurencja | Przeciwnik I           | Przeciwnik II          | Przeciwnik III             | 1/2                         | o 3. miejsce         | Miejsce       |
| ----------- | ---------------------- | ---------------------- | -------------------------- | --------------------------- | -------------------- | ------------- |
| 90 kg       | Thomas Briceño (CHL) Z | Popole Misenga (FRA) Z | Məmmədəli Mehdiyev (AZE) Z | Warlam Liparteliani (GEO) P | Marcus Nyman (SWE) Z | 3.            |